# Andriy Jlyvnyuk
Andriy Volodimirovich Jlyvnyuk (en ucraniano: Андрій Володимирович Хливнюк), es un músico y cantante nacido en Cherkasy, Ucrania, el 31 de diciembre de 1979. Conocido por su trabajo como letrista y vocalista fundó en 2004 la banda BoomBox junto al guitarrista Andriy «Mukha» Samiylo. Interpreta canciones en ucraniano, ruso e inglés. Desde inicios de la invasión rusa a Ucrania de 2022, el artista se enroló en las fuerzas de defensa ucranianas. David Gilmour usó la grabación a capela de la canción «Oi u luzi chervona kalyna» (Oh, el viburnum rojo en el prado; en ucraniano: Ой у лузі червона калина; en inglés: Oh, the Red Viburnum in the Meadow) interpretada por Jlyvnyuk como la pista vocal del sencillo de abril de 2022 de Pink Floyd «Hey, Hey, Rise Up!» en apoyo de Ucrania.

## Biografía
Andriy Jlyvnyuk nació el 31 de diciembre de 1979 en Cherkasy, entonces en la República Socialista Soviética de Ucrania. Estudió en la escuela clases de acordeón. Mientras realizaba sus estudios secundarios, Andrey Jlyvnyuk tocó en el grupo Tangerine Paradise. En 2001, este grupo ganó el festival “Pearl of the Season” y los músicos de la banda se mudaron a Kiev . En la capital, Andriy se interesó por el jazz y el swing, cantó con la Acoustic Swing Band. Más tarde, de los miembros de tres grupos: Acoustic Swing Band, Dust Mix y «Tartak», se formó el grupo «Graphite», en el que Andrey fue el vocalista.
En 2004, Jlyvnyuk, junto con el guitarrista de la banda Tartak, Andriy «Mukha» Samiylo, crearon el grupo BoomBox. La banda se hizo popular en Ucrania y Rusia. En abril de 2005, se grabó el primer álbum Melomania. En 2006, se lanzó el segundo álbum Family Business, que recibió el disco de oro en Ucrania. Jlyvnyuk fue productor de sonido del álbum de la cantante ucraniana Nadine, con quien interpretó su propia canción «I Don't Know» a dúo en 2007, y luego grabó un video. El dúo recibió el premio «Al proyecto más sorprendente del año» según el portal E-motion. En el verano de 2007, el tema «Watchmen» llegó al aire en las estaciones de radio rusas, y en el otoño, la composición «ta4to» fue difundida en la radio de Moscú. Las discográficas rusas se interesaron en BoomBox y se firmó un contrato con Monolith para publicar los álbumes Melomania y Family Business en Rusia, que se lanzaron el 10 de junio de 2008. En agosto de 2009, Jlyvnyuk, junto con Evgeny Koshev y Potap, interpretaron el thriller de parkour francés "13th District: Ultimatum". Andriy protagonizó al policía francés Damien.
En diciembre de 2009, el grupo lanzó un álbum conjunto con Kiev DJ Tonique. El 24 de junio de 2010 tuvo lugar en Kiev la presentación del álbum All Inclusive. A fines de 2011, se lanzó el álbum "Sredniy Vik".
A lo largo de su carrera Jlyvnyuk interpretó canciones en ucraniano, inglés y ruso.

## Conflicto ruso–ucraniano
Desde que Rusia anexó Crimea en 2014, el artista se ha negado a tocar en ese país. Sin embargo en 2019 grabó «DSh (Dyshi)», canción cuya letra compuso e interpretó en idioma ruso. Estrenado en su canal oficial de Boombox en Youtube, una parte de la audiencia ucraniana mostró su disconformidad, aunque mayoritariamente recibió el apoyo de los seguidores de la banda.
La invasión de las tropas rusas a territorio ucraniano a finales de febrero de 2022 ocurrió mientras Jlyvnyuk se encontraba de gira con su banda por Estados Unidos. Inmediatamente retornó a su país para enrolarse en las Fuerzas de Defensa Territorial de Ucrania. El 27 de febrero interpretó a capela «Oh, the Red Viburnum in the Meadow», en la plaza Sofiyskaya de Kiev. La canción es un tema-protesta muy popular en Ucrania escrito durante la Primera Guerra Mundial. La interpretación fue grabada y colocada a las redes sociales por Jlyvnyuk y obtuvo gran repercusión mundial. El 4 de marzo el músico sudafricano The Kiffness lanzó una versión remix de la interpretación de Jlyvnyuk cuyas regalías destinó a la ayuda humanitaria a Ucrania. La versión recibió más de 5 millones de visitas en los primeros 30 días, sólo en el canal oficial de The Kiffness y obtuvo más de 7.000 dólares por concepto de monetizaciones en las primeras 48 horas.
El 26 marzo la unidad militar de Jlyvnyuk fue atacada con morteros y el músico fue herido en la cara. Tras su recuperación pasó a desempeñarse en la Policía Nacional de Ucrania.
El 7 de abril de 2022 la banda Pink Floyd publicó en su canal oficial en Youtube la canción «Hey Hey Rise Up» en apoyo a Ucrania. La pista vocal del tema recoge parte de la interpretación del clip a capela de Jlyvnyuk en la Plaza Sofiyska. David Gilmour, que tiene una nuera y nietos de nacionalidad ucraniana, manifestó que cuando escuchó la interpretación de Jlyvnyuk entendió que su voz debía ser escuchada. Ambos músicos se conocían de una actuación en 2015 en Londres.